# Грб Малте
Грб Малте је званични хералдички симбол Републике Малте. Грб  у данашњем облику регулисан је Актом о амблему и јавном печату из 1988. године.
У опису грба се каже, да је то штит који представља хералдички приказ заставе Малте; изнад штита је златна градска круна са осам купола (видљиво их је пет) који симболишу утврђења Малте и означавају град-државу. Око штита су маслинова и палмина грана, симболи мира и иначе повезивани са Малтом, у природним бојама, везане на дну белом траком са црвеном задњом страном и речима Repubblika ta' Malta исписаним великим црним словима.